# 足立区総合スポーツセンター
足立区総合スポーツセンター（あだちくそうごうスポーツセンター）は、東京都足立区にあるスポーツ施設。

## 概要
1979年4月1日竣工。
ミズノ・日立ビルシステム・ウェルネスサプライグループが指定管理者として管理・運営に当たっている。

## 施設

### 屋内施設
- 大体育室
  - 床面積1,512m2
  - バスケットボール2面、バレーボール3面、バドミントン3面、卓球30台、バウンドテニス6面、トランポリン他
  - 観覧席380席
- 小体育室
  - 床面積540m2
  - バスケットボール1面、バレーボール1面、バドミントン3面、卓球16台、バウンドテニス3面
- 剣道場
  - 450m2
- 柔道場
  - 225m2
- アーチェリー場
  - 6射30m（和弓5射28m）、射場80m2、的場44.8m2
- エアライフル場
  - 6射10m、124m2
- アスレチックルーム

### 屋外施設
- 多目的広場運動場
  - サッカーコート1面分、ナイター完備
  - 少年野球、ソフトボール可
- テニスコート
  - 全天候型8面（ナイター2面）、練習ボード4人分（2面）
- 3on3コート
  - 2面608m2
- 屋外プール（夏季のみ）
  - 一般用プール50m×20m（9コース）、水深0.95mから1.45m
  - 幼児用プール21m×12m、水深30cmから65cm
- ウォーキングコース
- ローラースケートエリア

## 交通アクセス
- 東武伊勢崎線竹ノ塚駅・つくばエクスプレス六町駅より東武バスで足立総合スポーツセンター下車徒歩1分
- 東京メトロ千代田線綾瀬駅より東武バスで東保木間下車徒歩5分

## イベント
- 2013年1月26日・27日にWリーグプレーオフ・ファーストラウンドが開催された。
- NBDL公式戦にも使用される。
- 2014年8月2日、地元のワールドスポーツボクシングジムによるプロボクシング興行が開かれ、メインでは地元出身の柴田直子がIBF王座2度目の防衛成功[3]。